# Whiting (Maine)
Whiting és una població dels Estats Units a l'estat de Maine (EUA). Segons el cens del 2000 tenia 430 habitants.

## Demografia
Segons el cens del 2000, Whiting tenia 430 habitants, 181 habitatges, i 116 famílies. La densitat de població era de 3,5 habitants/km².
Dels 181 habitatges en un 24,3% hi vivien nens de menys de 18 anys, en un 59,1% hi vivien parelles casades, en un 3,9% dones solteres, i en un 35,4% no eren unitats familiars. En el 28,7% dels habitatges hi vivien persones soles el 12,2% de les quals corresponia a persones de 65 anys o més que vivien soles. El nombre mitjà de persones vivint en cada habitatge era de 2,34 i el nombre mitjà de persones que vivien en cada família era de 2,87.
Per edats la població es repartia de la següent manera: un 20,9% tenia menys de 18 anys, un 6,7% entre 18 i 24, un 25,6% entre 25 i 44, un 29,5% de 45 a 60 i un 17,2% 65 anys o més.
L'edat mediana era de 43 anys. Per cada 100 dones de 18 o més anys hi havia 106,1 homes.
La renda mediana per habitatge era de 28.304 $ i la renda mediana per família de 35.673 $. Els homes tenien una renda mediana de 25.625 $ mentre que les dones 18.750 $. La renda per capita de la població era de 13.771 $. Entorn del 15,3% de les famílies i el 22,2% de la població estaven per davall del llindar de pobresa.